# 莱泰尔
莱泰尔（法語：Lesterps，法語發音：[letɛʁ]）是法国夏朗德省的一个市镇，属于孔福朗区。

## 地理
莱泰尔（46°0'37"N, 0°46'50"E）面积36.03 平方千米，位于法国新阿基坦大区夏朗德省，该省份为法国西部内陆省份，北起德塞夫勒省和维埃纳省，东临上维埃纳省，东南至多尔多涅省，南至多爾多涅省，西接滨海夏朗德省。
与莱泰尔接壤的市镇（或旧市镇、城区）包括：布里亚克、埃斯、圣克里斯托夫、圣莫里斯德利永、索尔贡、瓦勒迪苏瓦尔。
莱泰尔的时区为UTC+01:00、UTC+02:00（夏令时）。

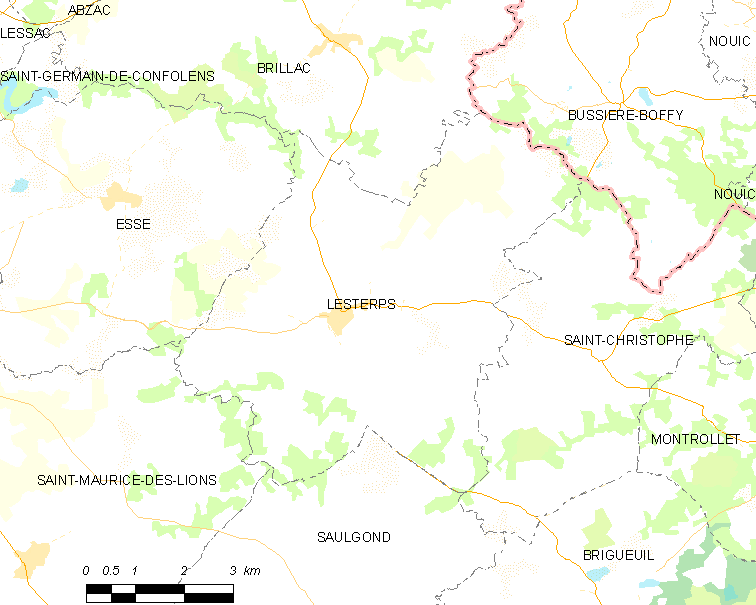
莱泰尔的OSM定位图

## 行政
莱泰尔的邮政编码为16420，INSEE市镇编码为16182。

## 政治
莱泰尔所属的省级选区为夏朗德-维埃纳县。

## 人口

1962-2008年间莱泰尔人口变化图示

莱泰尔于2022年1月1日时的人口数量为440人。